# Michaił Szczadow
Michaił Iwanowicz Szczadow (ros. Михаил Иванович Щадов, ur. 14 listopada 1927 we wsi Kamienka w obwodzie irkuckim, zm. 13 listopada 2011 w Moskwie) – minister przemysłu węglowego ZSRR.

## Życiorys
Początkowo pracował w kołchozie, w latach 1944–1948 uczył się w technikum górniczym, po czym został uczniem mechanika i mechanikiem w kopalni. Od 1947 w WKP(b), w latach 1950–1953 słuchacz wyższych kursów inżynieryjnych przy Tomskim Instytucie Politechnicznym, 1953–1954 główny inżynier kopalni trustu kombinatu górniczego na Sachalinie, a 1954–1955 kopalni trustu w obwodzie irkuckim. W latach 1955–1960 szef kopalni w obwodzie irkuckim, 1960–1963 zarządca trustu górniczego w obwodzie irkuckim, 1963–1965 słuchacz Wyższej Szkoły Partyjnej przy KC KPZR, w 1965 ukończył Wszechzwiązkowy Zaoczny Instytut Finansowo-Ekonomiczny. W latach 1965–1966 instruktor Komitetu Obwodowego KPZR w Irkucku, 1966–1974 zastępca szefa i szef kombinatu górniczego "Wostokugol" w Irkucku, 1974–1977 dyrektor generalny Wschodniosyberyjskiego Zjednoczenia Produkcyjnego Wydobycia Węgla. Od 1977 zastępca ministra, w latach 1981–1985 I zastępca ministra, a od grudnia 1985 do 1991 minister przemysłu węglowego ZSRR, po rozpadzie ZSRR został przewodniczącym zarządu banku "Moskowskij Kredit". W latach 1986–1990 członek KC KPZR. Od 1985 kandydat nauk technicznych. Deputowany do Rady Najwyższej ZSRR 11. kadencji.

## Odznaczenia i nagrody
- Order Lenina (dwukrotnie)
- Order Czerwonego Sztandaru Pracy
- Nagroda Państwowa ZSRR (1984)